# Luigi Dall'Igna
Luigi "Gigi" Dall'Igna (Thiene, Italia, 12 de julio de 1966) es un ingeniero mecánico italiano que desde el año 2013 trabaja como director general del equipo oficial Ducati Lenovo, escudería que milita en la categoría de MotoGP del Campeonato Mundial de Motociclismo.

## Biografía
Se licenció en Ingeniería mecánica en la Universidad de Padua en el año 1991, con una tesis sobre un cuadro monocasco de carbono, destinado al entonces Grupo C.

## Trayectoria

### Aprilia
Una vez finalizados sus estudios e impulsado por un fuerte deseo de trabajar en un departamento de carreras, en 1992 fue contratado por Aprilia Racing. La tarea principal de Dall'Igna se centró inicialmente en los motores: de hecho, en aquella época la empresa de Noale confiaba externamente en los motores Rotax, mientras que, con la llegada del ingeniero, por primera vez en Aprilia se desarrollaron internamente motores de competición, inicialmente de 250cc y posteriormente de 125cc.
A principios de los años 2000 se convirtió en jefe de proyecto del Aprilia RS Cube, el primer prototipo de 4 tiempos en la historia de la empresa veneciana, destinado a la entonces recién formada categoría de MotoGP: debido a las decisiones tecnológicas extremas y aún no suficientemente evolucionadas adoptadas, la Aprilia RS Cube no logró ser una moto ganadora a pesar de que, en retrospectiva, en varios aspectos, había demostrado estar adelantada a su tiempo en lo que respecta al futuro de las motos de carreras.
Tras un breve paso por España en Derbi, marca satélite de Piaggio, en 2005 regresó a Aprilia, marca recién adquirida por la propia Piaggio, como responsable técnico del equipo Aprilia Racing. En 2008 se convirtió en jefe de proyecto de la Aprilia RSV4, la moto con la que Dall'Igna consiguió sus principales éxitos para la empresa veneciana; habiéndose convertido también en responsable de las actividades deportivas de todas las marcas de Piaggio desde 2010, el ingeniero siguió el desarrollo de la RSV4 que en la primera mitad de la década de 2010 trajo 4 títulos de constructores a la fábrica de Noale con Max Biaggi y Sylvain Guintoli como pilotos, además de otros 3 títulos en el Campeonato Mundial de Superbikes.
En el año 2013 abandona Aprilia después de 20 años para fichar por Ducati.

### Ducati
En otoño de 2013 se convirtió en director general del equipo Ducati Corse, sucediendo al austriaco Bernhard Gobmeier.
En Borgo Panigale, Dall'Igna se convirtió en el principal responsable del proyecto Ducati Desmosedici en MotoGP. El ingeniero es el artífice de una revolución total respecto al concepto precedente, aplicando cambios radicales en el chasis y en el motor y apostando sobre todo por una fuerte innovación en el campo de la aerodinámica que, a partir de la segunda mitad de la década, influye en el desarrollo técnico de todo el campeonato mundial. En el plano deportivo, bajo su mandato Ducati volvió paulatinamente a lo más alto de MotoGP tras algunas temporadas de crisis, hasta el punto de situar a la Desmosedici como referencia de la parrilla en esta fase histórica: 5 títulos de constructores consecutivos(2020-2024) y 3 títulos de pilotos consecutivos en el trienio (2022-2024), los 2 primeros con Francesco Bagnaia y el último con Jorge Martín.
Un enfoque similar también resuena en el frente de Superbikes, donde bajo la gestión de Dall'Igna, se lanzó la Ducati Panigale V4 en 2019, una moto que repudia la histórica filosofía bicilíndrica de Ducati para adoptar una configuración de 4 cilindros. Con esta medida, el fabricante boloñés vuelve a lo más alto de la categoría derivada de los monoplazas de producción tras una década de abstinencia, consiguiendo 3 títulos de constructores consecutivos (2022-2024) y 2 títulos de pilotos con Álvaro Bautista (2022-2023).